# Monte Tuoro
Monte Tuoro este o arie protejată (arie specială de conservare — SAC, sit de importanță comunitară — SCI) din Italia întinsă pe o suprafață de 2.188 ha, integral pe uscat.

## Localizare
Centrul sitului Monte Tuoro este situat la coordonatele 40°55′18″N 14°56′32″E / 40.921667°N 14.942222°E.

## Înființare
Situl Monte Tuoro a fost declarat sit de importanță comunitară în mai 1995 pentru a proteja 19 specii de animale. Situl a fost protejat și ca arie specială de conservare în mai 2019.

## Biodiversitate
Situată în ecoregiunea mediteraneană, aria protejată conține 6 habitate naturale: Păduri de fag din Apenini cu Taxus și Ilex, Pseudostepă cu ierburi și specii anuale de Thero-Brachypodietea, Pajiști uscate seminaturale și facies de acoperire cu tufișuri pe substraturi calcaroase (Festuco-Brometalia) (* situri importante pentru orhidee), Pante stâncoase calcaroase cu vegetație casmofită, Pajiști uscate seminaturale și facies de acoperire cu tufișuri pe substraturi calcaroase (Festuco-Brometalia) (* situri importante pentru orhidee), Păduri de Castanea sativa.
La baza desemnării sitului se află mai multe specii protejate:
- păsări (8): fâsă-de-câmp (Anthus campestris), prepeliță (Coturnix coturnix), sfrâncioc roșiatic (Lanius collurio), ciocârlie de pădure (Lullula arborea), gaia neagră (Milvus migrans), sitar de pădure (Scolopax rusticola), mierlă (Turdus merula), sturz-cântător (Turdus philomelos)
- amfibieni (2): Bombina pachypus, Triturus carnifex
- mamifere (7): lupul (Canis lupus), liliac cu aripi lungi (Miniopterus schreibersii), liliac cu urechi de șoarece (Myotis blythii), liliac comun (Myotis myotis), liliacul mediteranean cu potcoavă (Rhinolophus euryale), liliacul mare cu potcoavă (Rhinolophus ferrumequinum), liliacul mic cu potcoavă (Rhinolophus hipposideros)
- nevertebrate (1): Melanargia arge
- reptile (1): șarpele cu patru dungi (Elaphe quatuorlineata)

Pe lângă speciile protejate, pe teritoriul sitului au mai fost identificate 5 specii de amfibieni, 1 specie de mamifere, 1 specie de nevertebrate, 8 specii de reptile.